# Strzybnica (gromada)
Strzybnica – dawna gromada, czyli najmniejsza jednostka podziału terytorialnego Polskiej Rzeczypospolitej Ludowej w latach 1954–1972.
Gromady, z gromadzkimi radami narodowymi (GRN) jako organami władzy najniższego stopnia na wsi, funkcjonowały od reformy reorganizującej administrację wiejską przeprowadzonej jesienią 1954 do momentu ich zniesienia z dniem 1 stycznia 1973, tym samym wypierając organizację gminną w latach 1954–1972.
Gromadę Strzybnica z siedzibą GRN w Strzybnicy (obecnie w granicach Tarnowskich Gór) utworzono – jako jedną z 8759 gromad na obszarze Polski – w powiecie tarnogórskim w woj. stalinogrodzkim, na mocy uchwały nr 23/54 WRN w Stalinogrodzie z dnia 5 października 1954. W skład jednostki wszedł obszar dotychczasowej gromady Piaseczna, ponadto część dotychczasowej gromady Rybna (położona na północ od toru kolejowego Tarnowskie Góry-Tworóg) oraz niektóre parcele z karty 1 z obrębu Opatowice z dotychczasowej gromady Opatowice ze zniesionej gminy Strzybnica w tymże powiecie. Dla gromady ustalono 27 członków gromadzkiej rady narodowej.
20 grudnia 1956 województwo stalinogrodzkie przemianowano (z powrotem) na katowickie.
1 stycznia 1958 gromadę Strzybnica zniesiono w związku z nadaniem jej statusu osiedla (1 stycznia 1967 osiedlu Strzybnica nadano status miasta, a 27 maja 1975 miasto Strzybnica stało się częścią Tarnowskich Gór).